# Віртус Ентелла
ФК «Віртус Ентелла» (італ. Virtus Entella S.r.l.) — італійський футбольний клуб з К'яварі, заснований у 1914 році. Виступає в Серії B. Домашні матчі приймає на «Стадіо Комунале», місткістю 5 535 глядачів.